# ジェンナ兄弟
ジェンナ兄弟（ジェンナきょうだい、Genna Brothers）は禁酒法時代のシカゴのギャングスター。その凶暴さから、『デリブル(恐怖の)ジェンナ』と恐れられた。
アンジェロ(Angelo)、トニーことアントニオ(Antonio)（彼はオペラ好きだった）、マイク(Mike)、ピーター(Peter)、サム(Sam)、ジムことヴィンチェンツォ(Vincenzo)の6人兄弟。シチリア・マルサーラ出身の密造酒製造業者で、禁酒法時代に政府から工業用アルコールを生産する許可を得て、それを利用して密造酒を作っていた。禁酒法以前はまったくの無名だったという。ジェンナ兄弟のウィスキーは時間を急ぎ安く即席に醸造するため、ひどい物だった。樽のなかにネズミの死骸が浮かんでいたりしたという。こうしたウィスキーなどで彼らは月に30万ドル以上の利益を上げ、そのうちの7000ドルで警察を買収していた。ピーク時には5人の警部と約400人の制服警官に賄賂としての給料を払っていた。この頃にはジョセフ・エスポジートと並ぶ勢力を誇っていたという。さらに1924年ごろ警察とのコネも十分になったと思うとトーリオ・カポネ組に挑戦することを決める。
サムとアンジェロとマイクはブラックハンドのメンバーとして恐喝をしていたという。ピーターとジェームズは酒場を経営していた。さらに2人は果物屋も経営しており、オリーブやチーズを輸入していた。
ジェンナ兄弟はやがてノース・サイドでもウィスキーを売り始めた。しかし、そこはノースサイド・ギャングのボスであるダイオン・オバニオンの縄張りだった。そのため、オバニオンはジェンナ兄弟のウィスキーを積んだトラックをハイジャックした。そのため、シチリア系とアイルランド系の間で全面戦争になりそうになったがトーリオが仲裁役に入り、事なきを得た。この時からオバニオンとは相当仲が悪かったようだ。
その後、トーリオがオバニオンにはめられて捕まる事件が起こると、ジェンナ兄弟はトーリオとアル・カポネに協力してオバニオンを暗殺する。暗殺の実行犯は一般にフランキー・イェールたちだと言われているが、マイク・ジェンナとジョン・スカリーゼとアルバート・アンセルミという説もある。
ウニオーネ・シチリオーネ（シチリア人連合）会長のマイク・メルロが癌で死亡した後、アンジェロがシチリア人連合の新会長になった。このとき、イェールとトーリオとカポネが協議して、アンジェロを指名した。
1925年5月25日、アンジェロがオバニオンの跡目をついたジョージ・モランの一味に暗殺された。朝、ロードスターで家を出て車を走らせていると、後ろから来たセダンに散弾銃で撃たれた。アンジェロも銃で応戦するが、相手の車に追いつかれ、必死のアンジェロは街灯柱に激突。そこで散弾銃で撃たれた。病院に運ばれたが命は助からなかった。
アンジェロ・ジェンナはルシール・スピニョーラという美女と彼女が18歳と時に結婚している。ルシールの兄は弁護士でシカゴのオペラ界のスターとも親交がある人物。スピニョーラ家は結婚に賛成ではなかったが、ルシールはアンジェロに夢中だったという。披露宴には300人の招待客が集まり、重さ1トンのウェディングケーキが用意された。
6月13日にはマイクがアンセルミとスカリーゼと共にモランとヴィンセント・ドルッチの車を襲撃するが、警官隊との銃撃戦の果てに殺害された。 後日、マイクを射殺した警官の家は粉々に爆破された。
その後、7月8日にはアントニオが路上で数人の男たちに襲われ、残虐な殺され方をして殺害された。この事件はオバニオン暗殺の報復と思われた。そのため、生き残った兄弟はアイルランド系による復讐を恐れて、身を隠したという。
その後、シカゴ・トリビューン紙はジェンナ兄弟の一人ヴィンチェンツォが、ローマにいることを突きとめた。ヴィンチェンツォはローマではギャングスターではなく電気掃除機の代理店を営んでおり、アメリカ・シカゴに住んでいた頃を懐かしがっていた。
ピーターは1948年5月13日、サムは1951年12月20日に死去した。ヴィンチェンツォの死去日は不明。